# 2-Ossazolidinone
Il 2-ossazolidinone è un composto organico eterociclico, più precisamente un carbammato ciclico, che deriva dall'ossidazione in posizione 2 di un anello ossazolidinico. La molecola rappresenta la struttura base degli ossazolidinoni.

## Ossazolidinoni
Gli ossazolidinoni sono una classe di composti che si caratterizza per contenere nella struttura il 2-ossazolidinone.
In chimica vengono generalmente utilizzati, nel metodo di Evans, come ausiliari per la sintesi chirale. Generalmente, il cloruro acilico desiderato reagisce con l'ossazolidinone a formare un immide.
I sostituenti in corrispondenza della posizione 4 e 5 dell'ossazolidinone dirigono qualsiasi reazione aldolica alla posizione in alfa al carbonile del substrato.
Gli ossazolidinoni sono un gruppo di molecole che trovano impieghi farmaceutici ad esempio come antibiotici tanto che, in passato, furono utilizzati per il trattamento della tubercolosi.

## Storia

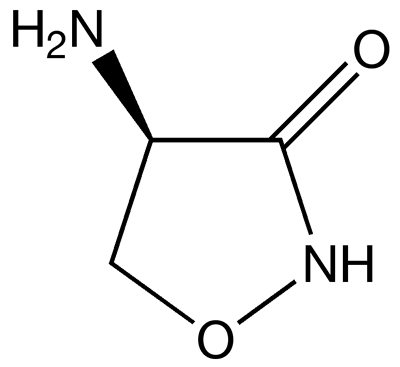
Struttura chimica della cicloserina

Il primo ossazolidinone mai utilizzato in clinica medica è stata la cicloserina (4-amino-1,2-ossazolidin-3-one), un farmaco di seconda linea contro la tubercolosi. Il suo utilizzo risale al 1956. 
A partire dagli anni novanta, quando alcuni ceppi batterici stavano diventando resistenti contro antibiotici come la vancomicina si iniziò a sviluppare tutta una serie di antimicrobici ossazolidinoni. Linezolid è stato il primo agente approvato in questa classe.

Struttura chimica del linezolid

Il primo antibiotico 1,3-ossazolidinone ottenibile commercialmente è stato il linezolid, scoperto e sviluppato dalla società farmaceutica Pharmacia & Upjohn.

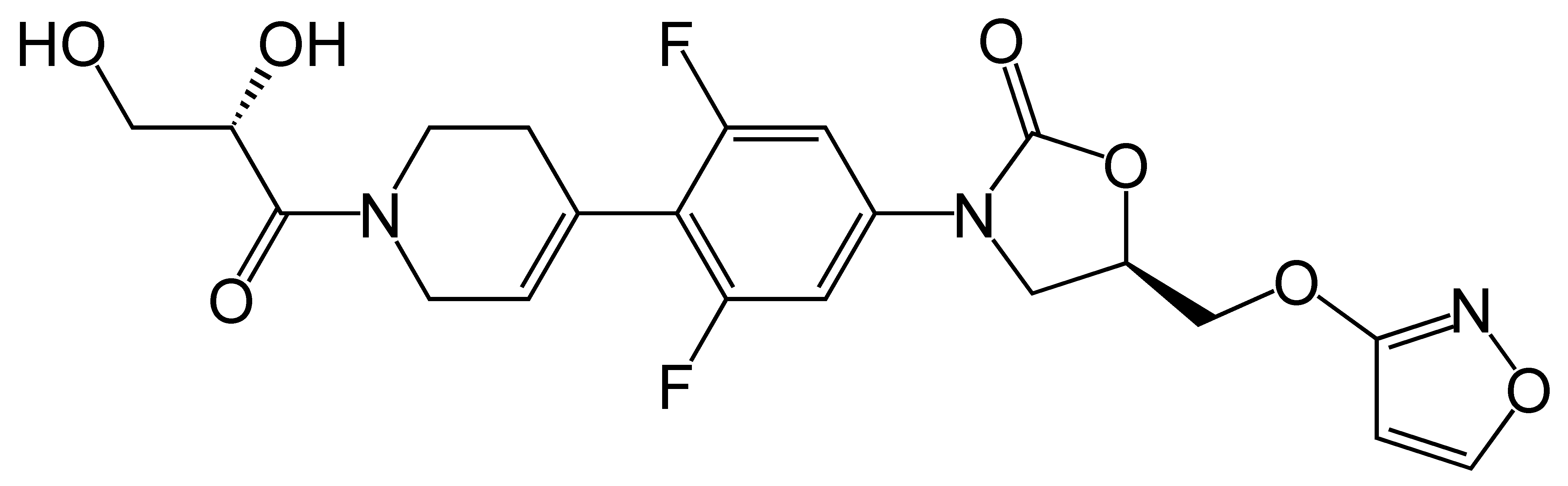
Struttura chimica di posizolid/AZD2563

Nel 2002 AstraZeneca ha introdotto in commercio posizolid (AZD2563).

## Usi farmaceutici

### Antibioticoterapia
Gli Ossazolidinoni trovano impiego farmaceutico principalmente come antimicrobici. L'effetto antibatterico degli ossazolidinoni si esplica attraverso una inibizione della sintesi proteica, in particolare viene inibita una tappa precoce che coinvolge il legame del N-formilmetionil-tRNA al ribosoma, attraverso il legame con la subunita 50S ribosomiale.

In passato alcune di queste molecole furono utilizzate per il trattamento della tubercolosi.
Attualmente alcuni dei oxazolidinoni più importanti rappresentano l'ultima generazione degli antibiotici usati contro agenti patogeni gram-positivi, tra cui superbatteri quali lo Staphylococcus aureus meticillino-resistente. Questi antibiotici in molti casi sono considerati come una scelta di ultima istanza, allorché ogni altra terapia antibiotica non ha dato esito positivo.
Esempi di antibiotici ossazolidinoni:
- Linezolid: composto utilizzabile per somministrazione per via endovenosa e con l'ulteriore vantaggio di avere un'ottima biodisponibilità orale.
- Posizolid (AZD2563): molecola che sembra dotata di un'ottima e mirata attività battericida contro tutti i più comuni batteri gram-positivi, a prescindere dalla resistenza ad altre classi di antibiotici.[6][7]

Struttura chimica del tedizolid

- Tedizolid: approvato per l'utilizzo nelle infezioni acute della cute.[8][9]
- Radezolid (RX-1741): questa molecola ha completato la fase 2 nei clinical trials.[10][11]
- Cicloserina: si tratta di un composto utilizzabile come seconda linea nel trattamento della tubercolosi.

### Altri impieghi
Gli ossazolidinoni non vengono utilizzati unicamente come antimicrobici. Un derivato ossazolidinone, rivaroxaban, è stato infatti approvata dalla Food and Drug Administration (FDA) degli USA per la profilassi della tromboembolia venosa.